# Cole Turner (fútbol americano)
Cole Turner (Clackamas, Oregón, 16 de marzo de 2000) es un jugador profesional estadounidense de fútbol americano que se desempeña en la posición de tight end en Washington Commanders, equipo de la National Football League (NFL).

## Carrera
Fue seleccionado en la quinta ronda en la Reunión Anual de Selección de Jugadores de la NFL de 2022. Hizo su debut profesional con el equipo Washington Commanders, donde lleva jugando dos temporadas.